# Войцеховский, Иосиф Павлович
Иосиф (Осип) Павлович Войцеховский (1793, Цебермановка, Липовецкий уезд, Киевская губерния — 17 (29) ноября 1850, Казань, Российская империя) — русский врач, востоковед, синолог, маньчжуровед; профессор Казанского университета.

## Биография
Родился в 1793 году селе Цебермановка Липовецкого повета Киевской губернии.
Образование получил в Киево-Могилянской академии. В 1819 году окончил Медико-хирургическую академию в Санкт-Петербурге и был назначен штатным врачом 10-й Российской духовной миссии в Пекине. За успешное излечение родственника императора, Ли-цинь-ван с почетной церемонией установил памятную доску на дом врача на территории миссии с надписью «Чан-сан мяо шу» 长桑妙术 («Чудесное искусство Чансаня»), сравнивавшей его с описанным историографом Сыма Цянем в «Ши цзи» легендарным бессмертным целителем Чан-сан-цзюнем, обучившим врачеванию патриарха медицины Бянь Цюэ.
После возвращения в 1831 году в Россию, в Казани был основным научным руководителем Николая Ивановича Зоммера.

## Научная деятельность
Составитель одного из первых «Китайско-маньчжурско-русского словаря», оставшегося в рукописи. После смерти Войцеховского остался неизданным и ряд других его трудов, указанных профессором К. К. Фойгтом в его работе «Обозрение хода и успехов исследования азиатских языков в Императорском Казанском университете» (Казань, 1852).